# Beyer Boulevard (Tranvía de San Diego)
Beyer Boulevard es una estación del Trolley de San Diego localizada en San Diego, California funciona con la línea Azul. Esta es la penúltima estación de la línea Azul, mientras que la estación sur es la estación de la San Ysidro Transit Center y la estación norte es la Avenida Iris.

## Zona
La estación se encuentra localizada entre la Avenida Vista y Beyer Boulevard cerca de la escuela Our Lady of Mountain Carmel.

## Conexiones
Las líneas de buses que sirven a esta estación son los autobuses de las Rutas 901 y 932.